# フランシスコ・アルボ
フランシスコ・アルボ（スペイン語: Francisco Albo）は、16世紀のギリシャ・ヒオス島出身の船乗り。フェルディナンド・マゼランの世界周航に参加し、最終的にビクトリア号の航海士としてスペインに帰還した。世界周航の際の航海日誌を残した。

## 生涯
生誕年と死没年の詳細は不明。ギリシャ・エーゲ海のヒオス島出身。
マゼランの世界周航に参加したことで知られ、スペイン出港時にはトリニダード号の甲板長(contramaestre)、帰還時にはフアン・セバスティアン・エルカーノ指揮下のビクトリア号で航海士だった。

## アルボの航海日誌
世界周航の航海中、アルボは航海日誌を記録していた。これは「ブラジル・サンアグスティン岬からスペイン帰還までのマゼラン麾下のビクトリア号の航海の針路記録(Derrotero del viaje de Magallanes desde el cabo de San Agustín en el Brasil, hasta el regreso a España de la nao Victoria)」と題された日誌で、この日誌の9ページから13ページにかけては、マゼラン海峡通過時の様子が記録されており、一日おきに詳細に記された緯度情報からチリ沿岸地域の発見の様子が裏付けられた。
この貴重な航海日誌の現物はセビリアのインディアス総合古文書館に保管されている。
[スペイン語版の写真]
世界初となったマゼランの世界周航で、マゼラン海峡とチリ沿岸を通過した際の様子が記録されたページ。